# Lista de torcidas organizadas do Esporte Clube Vitória
Esta é uma lista de torcidas organizadas do Esporte Clube Vitória, tanto as que estão em atividade quando as já extintas.
Em Atividade

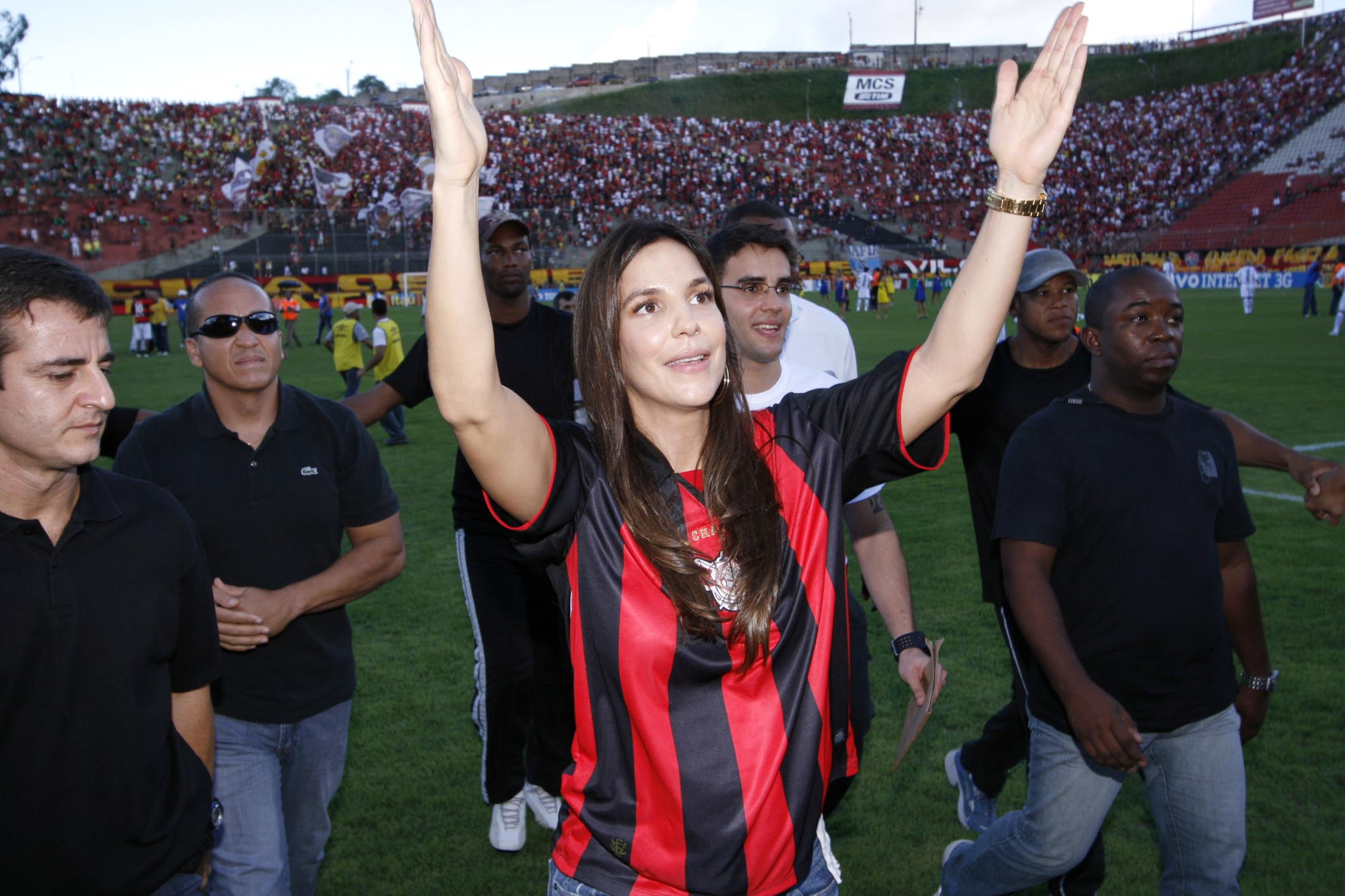
A cantora Ivete Sangalo, torcedora do clube, no Barradão.

- Torcida Uniformizada Os Imbatíveis (TUI): fundada em 20 de outubro de 1997 por quatro torcedores que idealizavam uma torcida mais atuante e que honrasse e defendesse sempre o Esporte Clube Vitória em qualquer situação. A TUI é atualmente a maior e principal organizada do clube, sendo considerada "Primeiro Escalão".[3][4][5][6]
- Torcida Camisa 12 (C12): fundada em 1 de maio de 2008, nasceu da união de duas torcidas do clube, a Leões da Fiel e a Torcida Jovem Rubro-Negra visando dar mais apoio ao time e gerar mais interesse em uma torcida renovada e mais ativa. Atualmente, a C12 é a segunda maior organizada do clube, sendo considerada "Segundo Escalão".[3][7][8]
- Torcida Pavilhão Jovem (TPJ): fundada em 4 de julho de 2015 por ex-membros dissidentes da TUI. Atualmente é a terceira maior organizada do Clube.
- Torcida Rasta: fundada em 13 de maio de 2022, a Rasta do Vitória é considerada o maior Movimento Rasta/Reggae do clube.
- Torcida Alcoolizada Leão Chopp: fundada em 28 de julho de 2018, a Leão Chopp é considerada a maior Torcida Chopp do clube.

Extintas
- Torcida Uniformizada Viloucura (TUV): fundada em 26 de agosto de 1998, suas faixas ainda eram vistas no Barradão até meados de 2020.[9][10][11]
- Torcida Uniformizada Comando Vermelho e Preto: fundada em 1997, suas faixas ainda eram vistas no barradão até meados de 2015.[12]
- Batucada: fundada nos anos 40, foi uma das primeiras torcida organizadas do Brasil.[13]
- O Barão de Mococoff: principal nome das lideranças individuais na torcida rubro-negra, Osvaldo Hugo Sacramento, o Barão de Mococoff, liderou os gritos que vinham das arquibancadas. Foi sucedido por Natal Silvani e, mais tarde, por Alvinho Barriga Mole e Rosicleide Aquino.[13]
- Vanguarda Rubro-Negra: foi a primeira torcida do Vitória a ter ações e formatos das torcidas organizadas vistas hoje no país. Fundada em 1976, era liderada por Jurandir,e os irmãos Manta, Antonio e João. Tinha faixas bastante famosas como as com os dizeres: "Com o Vitória onde ele estiver" e "Até que a morte nos separe".[13]
- Jovem Rubro-Negra: fundada em 17 de julho de 2003, da fusão de parte da Viloucura com a Mancha Rubro-Negra.[3][14]
- Torcida Leões da Fiel: era a mais antiga torcida organizada em atividade no Vitória, fundada em 27 de fevereiro de 1984. Apresentava cerca de 15.000 membros cadastrados. Em 1993, recebeu o prêmio de melhor torcida do Brasil pela Revista Placar, devido ao fato de ser uma torcida muito ativa nos estádios. Em 1995, 1996 e 1997, foi tricampeã da Taça Zuza Ferreira, concedida pela TV Bahia em parceria com a Federação Baiana. Neste evento foi escolhida melhor torcida do campeonato baiano destes anos. Estes bons trabalhos renderam patrocínios como o do Excel Econômico, COT, Vitalmed, Fiat, Mesbla Veículos, Coral, Insinuante, TAM, entre outros.[14] Nos anos 2000, não mais com a mesma força devido ao surgimento de outras torcidas mais ativas, acabou perdendo muitos integrantes e atritos internos eram cada vez mais frequentes. Assim, junto à Torcida Jovem Rubro-Negra, formou a Camisa 12.[14]
- Mancha Rubro-Negra.
- Torcida Jovem do Vitória.